# Bembecia buxea
Bembecia buxea is een vlinder uit de familie wespvlinders (Sesiidae), onderfamilie Sesiinae.
Bembecia buxea is voor het eerst wetenschappelijk beschreven door Gorbunov in 1989. De soort komt voor in het Palearctisch gebied.